# تورو موري
تورو موري (باليابانية: 森徹) (و. 1935 – 2014 م) هو لاعب كرة قاعدة، من اليابان، ولد في هاكوداته، هوكايدو، توفي عن عمر يناهز 79 عاماً.

## روابط خارجية
- تورو موري على موقع الدوري الياباني لكرة القاعدة (الإنجليزية)
- تورو موري على موقعبيزبول رفرنس.كوم (الدوري الثانوي) (الإنجليزية)